# Премія НАН України імені Ф. М. Колесси
Премія імені Колесси Філарета Михайловича — премія НАН України «За видатні наукові роботи в галузі української фольклористики, етнології, народознавства та музикології».
Названа на честь етнографа, фольклориста, композитора, музикознавця і літературознавця Філарета Михайловича Колесси.
Встановлена у 1997 р. Відділенням літератури, мови та мистецтвознавства НАН України.

## Лауреати Премії
- за 2001 р. — Дунаєвська Лідія Францівна, фольклорист, літературознавець, поетеса, доктор філологічних наук, професор.
- за 2008 р. — Іваницький Анатолій Іванович, музикознавець, дослідник українського музичного фольклору. Професор, доктор мистецтвознавства, член-кореспондент Національної академії наук України, провідний науковий співробітник відділу етномузикології Інституту мистецтвознавства, фольклористики та етнології ім. М. Т. Рильського НАН України.
- за 2011 р. — Кирчів Роман Теодорович, доктор філологічних наук, провідний науковий співробітник Інституту народознавства НАН України
- за 2018 р. : за працю «Українська етнокультура в контексті глобалізаційних викликів» Бондаренко Галина Борисівна – кандидат історичних наук, провідний науковий співробітник Інституту мистецтвознавства, фольклористики та етнології ім. М.Т. Рильського НАН України[1]